# Diogo Leite (cầu thủ bóng đá, sinh 1999)
Diogo Filipe Monteiro Pinto Leite (sinh ngày 23 tháng 1 năm 1999) là một cầu thủ bóng đá người Bồ Đào Nha thi đấu cho Union Berlin ở vị trí hậu vệ.

## Sự nghiệp câu lạc bộ
Vào ngày 27 tháng 8 năm 2017, Leite có màn ra mắt cho Porto B trong trận đấu tại LigaPro 2017–18 trước Santa Clara.